# Nils Callerholm (1780–1858)
Nils Callerholm, född den 23 februari 1780 i Kristianstad, död den 9 januari 1858 i Hedemora, var en svensk jurist. Han var son till Nils Callerholm och morfar till Theodor af Callerholm.
Callerholm blev student vid Lunds universitet 1796 och avlade examen till rättegångsverken 1797. Han blev auskultant i Göta hovrätt 1798 och i Svea hovrätt 1800. Callerholm tilldelades häradshövdings namn, heder och värdighet 1805 och blev samma år fiskal i Svea hovrätt. Han blev advokatfiskal vid Serafimerordensgillet 1808 och sekreterare vid justitieombudsmannaexpeditionen 1810. Callerholm blev häradshövding i Kopparbergslagens och Näsgårds läns domsaga sistnämnda år, tilldelades lagmans namn, heder och värdighet 1815 och blev tillika borgmästare i Hedemora stad 1823. Han valdes till justitieombudsmannens suppleant sistnämnda år, men avsade sig detta förtroende. Callerholm beviljades avsked från borgmästartjänsten 1841, men kvarstod som häradshövding till sin död. Han blev riddare av Nordstjärneorden 1826.